# Triora
Triora is een gemeente in de Italiaanse provincie Imperia (regio Ligurië) en telt 416 inwoners (31-12-2004). De oppervlakte bedraagt 68,0 km², de bevolkingsdichtheid is 6 inwoners per km².

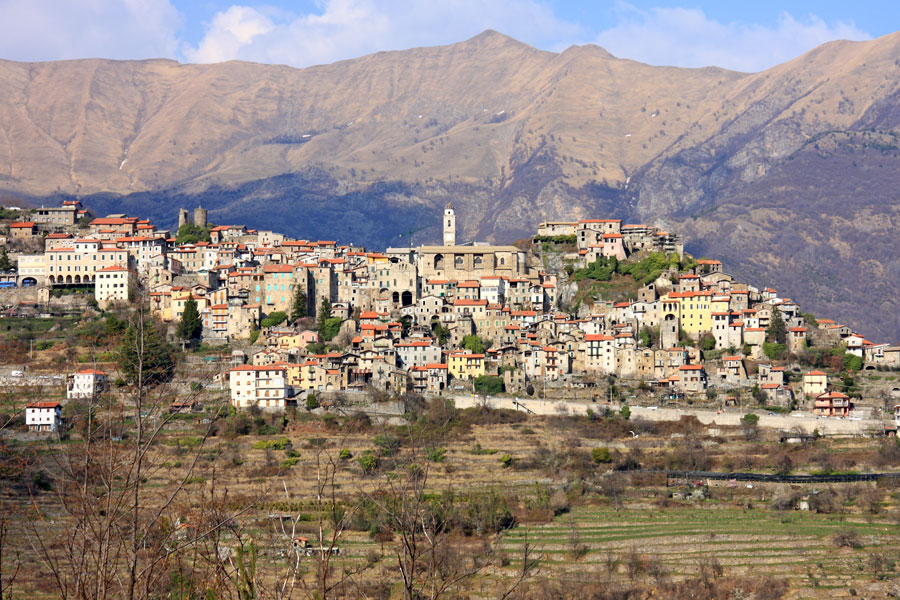
Triora
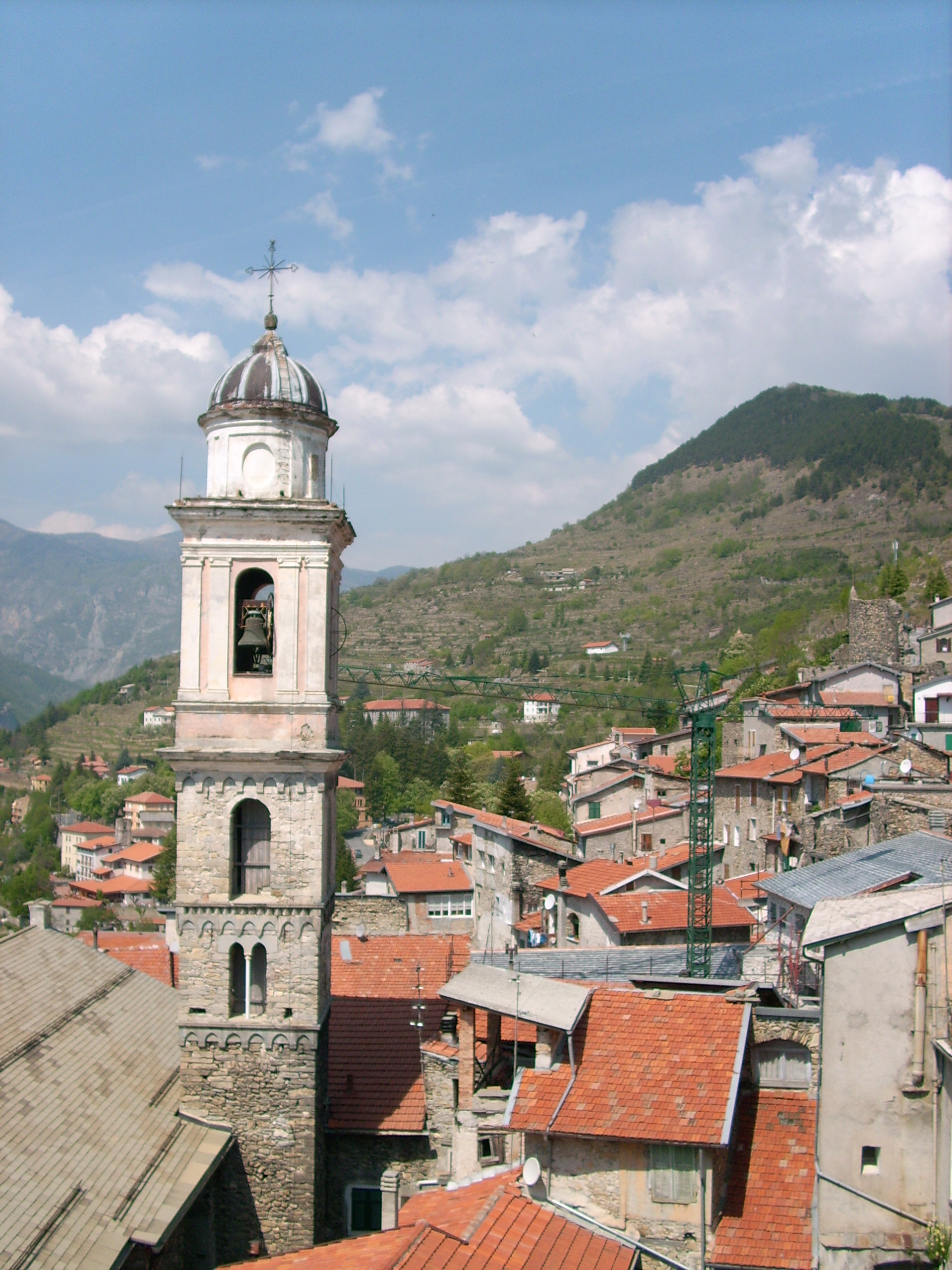
Uitzicht over Triora

## Demografie
Triora telt ongeveer 266 huishoudens. Het aantal inwoners daalde in de periode 1991-2001 met 2,4% volgens cijfers uit de tienjaarlijkse volkstellingen van ISTAT.
| Jaar | Inwoneraantal |
| ---- | ------------- |
| 1991 | 418           |
| 2001 | 408           |

## Geografie
De gemeente ligt op ongeveer 780 m boven zeeniveau.
Triora grenst aan de volgende gemeenten: Briga Alta (CN), Castelvittorio, La Brigue (FR-06), Mendatica, Molini di Triora, Montegrosso Pian Latte, Pigna, Saorge (FR-06).